# Rush (musikgrupp)
Rush var en kanadensisk rockgrupp som bestod av basisten, keyboardisten och sångaren Geddy Lee, gitarristen Alex Lifeson samt trumslagaren och textförfattaren Neil Peart. Gruppen bildades i Toronto 1968 och genomgick flera medlemsbyten innan den klassiska sättningen av bandet stadgade sig i juli 1974, då Peart ersatte originaltrummisen John Rutsey, två veckor före bandets första amerikanska turné.
Sedan Rush gett ut sitt debutalbum år 1974 har bandet blivit känt för sin instrumentella virtuositet, komplexa låtar samt dess lyrik som hämtat inspiration från science fiction, fantasy och filosofi. Bandets musikstil har ändrats flera gånger genom åren, från bluesinspirerad hårdrock i början till progressiv rock och senare också en period där man använde sig mycket av synthesizers. I början av 1990-talet återvände Rush till det gitarrdrivna rocksoundet vilket sedan fortsatte för resten av gruppens karriär. I slutet av 2015 meddelade Rush att man hade för avsikt att sluta göra stora turnéer, efter att man avslutat R40 Live Tour. Efter tre år där framtiden var osäker, meddelade Lifeson i januari 2018 motvilligt att bandet inte skulle komma att fortsätta. Den 7 januari 2020 avled Peart vid 67 års ålder av hjärncancer.
Enligt Recording Industry Association of America rankas Rush på plats 88 i USA med 25 miljoner skivor sålda i landet. Vissa uppskattningar säger att bandet sålt över 40 miljoner skivor världen över. Bandet har tilldelats 24 guld-, 14 platina-, och 3 multiplatina-certifierade album.
Rush har tilldelats Living Legend Award, nominerats till sju Grammy Awards, har vunnit flera Juno Awards och vann International Achievement Award på SOCAN Awards 2009. 1994 blev bandet invalt i Canadian Music Hall of Fame och 2013 blev det invalt i Rock and Roll Hall of Fame and Museum. Därtill är Lee, Lifeson och Peart Officers of the Order of Canada; de är de första musikerna som har erhållit denna utmärkelse. Under gruppens karriär har medlemmarna erkänts som några av de skickligaste på sina respektive instrument; varje medlem har vunnit flera utmärkelser i tidningsomröstningar. Rush har även haft ett stort inflytande på metall- och rockgrupper såsom Guns N' Roses, Dream Theater, Primus, The Smashing Pumpkins, The Barenaked Ladies och många andra.

## Historik

### 1970-talet
Rushs musikstil har förändrats märkbart med tiden. Deras debutalbum är starkt influerat av brittisk bluesrock: en blandning av ljud och stilar från rockband som Cream, Led Zeppelin, Black Sabbath och Deep Purple. Även de närmast följande albumen var hårdrockinfluerade, där man också influerades av The Who, men blev även mer och mer influerade av den brittiska progressiva rocken. Denna fusion av hårdrock och progressiv rock fortsatte till 1970-talets slut. 
Albumet Fly by Night kom ut 1975. Geddy Lees basspel, ljudeffekter och talang sammansmälte med den nye medlemmen Neil Pearts texter (6 av de 8 titlarna på LP:n) och gitarristen Alex Lifesons interpunktuerande riff och melodiska spel till denna produktion.
På det tredje albumet Caress of Steel, som släpptes i september samma år utvecklades trion ännu mer, och för första gången innehöll albumets sida B endast en låt, The Fountain of Lamenth, som var 20 minuter lång. Skivförsäljningen gick däremot betydligt sämre än föregångaren. Skivbolaget var tveksamma till en förlängning och var nära att sparka bandet, och bandmedlemmarna var medvetna om att nästa album förmodligen kunde bli deras sista. Caress of Steel kan ses som en förberedelse inför deras fjärde album där Rush hittade sitt eget musikaliska uttryck. Med 2112, som släpptes i april 1976, fick Rush sitt stora internationella genombrott och anses som en klassiker inom den progressiva hårdrocken. Sida A på albumet innehöll det 20 minuter långa titelspåret som inspirerats av författaren Ayn Rand.  Senare samma år släpptes deras första livealbum, All the World's a Stage, som spelades in i Toronto.
Bandet turnerade frekvent och den 8 juni 1977 spelade Rush i Sverige för första gången, på Göta Lejon. I september 1977 släpptes deras femte album A Farewell to Kings, som var deras första att spelas in i Rockfield Studios, och sålde Guld i USA.
1978 släpptes deras sjätte album, Hemispheres, där sida A innehöll den 18 minuter långa Cygnus X-1 Book 2: Hemispheres som var en fortsättning på låten Cygnus X-1 Book 1: The Voyage från det föregående albumet. Hemispheres var deras andra och sista att spelas in i Rockfield Studios i Wales. I maj 1979 återkom Rush för två spelningar i Sverige, först på Konserthuset i Göteborg som följdes av Gröna Lund i Stockholm. Det skulle dröja 25 år innan Rush spelade på en svensk scen igen. 

### 1980-talet
I januari 1980 släpptes det sjunde albumet Permanent Waves, där Rush började att skriva kortare låtar. De fick även sin första radiohit med The Spirit of Radio. I februari 1981 släpptes deras åttonde album, Moving Pictures, som anses vara trions starkaste och mest omtyckta album. Det blev också deras mest sålda och nådde tredje plats på Billboard 200. Albumet inledde med låten Tom Sawyer som blev deras största och mest spelade singel. 
Under 1980-talet lyckades Rush blanda sin musik med 1980-talets trender. Man experimenterade med new wave, reggae och poprock och använde betydligt fler instrument än tidigare, såsom synthesizers, sequencers och elektroniska trummor.
Albumet Signals som släpptes 1982 blev det sista som producerades av Terry Brown. Rush ville nu utveckla sitt musikaliska uttryck och samtidigt sökte man efter en ny producent. Inspelningen av nästa album Grace Under Pressure drog ut på tiden. Rush valde att producera det själva med assistans av ljudteknikern Peter Henderson som bl.a. arbetat med Supertramp. Albumet innehöll mörka texter, där bl.a. singeln Red Sector A inspirerats av Geddy Lees föräldrar som överlevde koncentrationsläger. 
Ljudbilden innehöll mer synthesizers än någonsin och de förekom också frekvent på de följande två albumen, Power Windows och Hold Your Fire, som båda producerades av Peter Collins. Han hade runt samma tidpunkt producerat Gary Moores singelhits; Empty Rooms, Out in the Fields och Over the Hills and Far Away. Sångerskan Aimee Mann medverkade 1987 på singeln Time Stand Still.  
I november 1989 släpptes det första av två studioalbum som producerades av Rupert Hine. 
Hine var en välkänd pop-producent till artister som Tina Turner och Howard Jones, men även rockbandet Saga.
Rush-medlemmarna var framförallt förtjusta i Hines arbete med gruppen The Fixx, och tillika låtskrivandet till hans experimentella soloalbum som släpptes på 1980-talet. Med Hines produktion förändrades ljudbilden nu till flera gitarrbaserade och kortare låtar med rytmisk energi, varsamt förenade med Lees synthesizers. 

### 1990-talet
I skarven mellan 80- och 90-talet ändrade Rush återigen inriktning på sin musik. Nu till en mer "modern" rockmusik, som inte alls var lika baserad på syntar och keyboards som på 80-talet. 
Det andra albumet som Hine producerade, Roll the Bones släpptes september 1991, men på den efterföljande turnén upplevde Rush-medlemmarna att kraften i de nyare låtarna som spelades på konserterna, inte kom fram på de senaste albumen. Det framkom även heta diskussioner bland bandmedlemmarna om musikaliska meningsskiljaktigheter och bandets framtid.
I oktober 1993 släpptes Rushs femtonde album Counterparts. 
Här var Lifesons gitarrspel ännu mer dominant och ljudbilden en betydligt hårdare rock. Bandet återgick till producenten Peter Collins som då hade fått stor framgång med sitt arbete med Queensrÿches båda album Operation Mindcrime och Empire. Grungen var stor och på det sextonde studioalbumet Test for Echo som släpptes i september 1996 hördes en tydlig inspiration, och albumet mixades också av Andy Wallace som låg bakom Nirvanas Nevermind och Rage Against the Machines debutalbum. Test for Echo var det fjärde och sista som producerades av Peter Collins, och turnén som följde var den första där konserten presenterades som "An Evening with Rush", där de spelade två längre setlistor inklusive paus. Hela låtstycket 2112 spelades för första gången i sin helhet. 
I augusti 1997 avled Neil Pearts 19-åriga dotter Selena i en bilolycka, och mindre än ett år efteråt,  i juli 1998 avled hans fru Jacqueline av cancer. För att bearbeta sorgen åkte Peart motorcykel genom Nordamerika och skrev boken Ghost Rider: Travels on the Healing Road. Att Rush skulle fortsätta som band vid denna tidpunkt var högst osannolikt. 

### 2000-talet
Neil Peart återkom till bandet och i varsam takt började Rush så småningom att skriva nytt material. Geddy Lee beskrev det som att Rush lärde sig att vara Rush igen. Albumet Vapor Trails, som helt saknade keyboards i Paul Northfields produktion, släpptes i maj 2002. Många fans och även bandmedlemmarna var däremot inte nöjda med ljudmixningen av albumet, så i september 2013 släpptes Vapor Trails igen med en ny mixning av David Bottrill.
Året 2004 släpptes Feedback som var en EP med åtta coverlåtar, och samma år åkte Rush ut på en jubileumsturné då bandet firade 30 år. Rush var under många år i första hand inriktade på Nordamerika vad gäller turnerande. Europabesöken var sporadiska och när de spelade i Sverige och Globen den 29 september 2004 var det första gången sedan 1979. Sedan dess har de återkommit 2007, 2011 och 2013.
Med ny energi i bandet släpptes i maj 2007 studioalbumet Snakes & Arrows, som producerades av Nick Raskulinecz som tidigare arbetat med Foo Fighters. En omfattande turné följde som inkluderade hela 114 konserter. Rush fortsatte att turnera de följande åren med sin Time Machine Tour där de spelade albumet Moving Pictures i sin helhet. Turnén nådde förutom Stockholm även en konsert i Malmö Arena den 8 maj 2011.
Raskulinecz var även producent på det sista studioalbumet, Clockwork Angels, som släpptes i juni 2012. Albumet var ett konceptalbum där Pearts texter inspirerats av flera verk som Voltaire's Candide och Joseph Conrad’s The Secret Agent.
Den 8 juni 2013 spelade Rush för sista gången i Sverige på Sweden Rock Festival. 
Rush meddelade att de planerat att sluta att göra storskaliga turnéer under 2015, och i januari 2018 meddelade Lifeson att bandet varken skulle spela in nytt material eller turnera något mer. Den 7 januari 2020 avled Neil Peart. 

## Diskografi
Studioalbum

- 1974 – Rush
- 1975 – Fly by Night
- 1975 – Caress of Steel
- 1976 – 2112
- 1977 – A Farewell to Kings
- 1978 – Hemispheres
- 1980 – Permanent Waves
- 1981 – Moving Pictures
- 1982 – Signals
- 1984 – Grace Under Pressure
- 1985 – Power Windows
- 1987 – Hold Your Fire
- 1989 – Presto
- 1991 – Roll the Bones
- 1993 – Counterparts
- 1996 – Test for Echo
- 2002 – Vapor Trails
- 2007 – Snakes & Arrows
- 2012 – Clockwork Angels

## Medlemmar
Senaste medlemmar
- Geddy Lee – sång, bas, keyboards, synthesizers (september 1968–maj 1969, september 1969–2018)[35][36]
- Alex Lifeson – solo- och kompgitarr, sång, synthesizers (1968–2018)
- Neil Peart – trummor, percussion (1974–2018; död 2020)

Tidigare medlemmar
- John Rutsey – trummor, percussion, sång (1968–1974; död 2008)
- Jeff Jones – bas, sång (augusti–september 1968)
- Lindy Young – keyboards, sång, solo- och kompgitarr, percussion, munspel (januari–juli 1969)
- Joe Perna – bas, sång (maj–juli 1969)
- Mitchel Bossi – solo- och kompgitarr, sång (februari–maj 1971)[37][38]